# Gorica (Moravče)
Gorica is een plaats in Slovenië en maakt deel uit van de gemeente Moravče in de NUTS-3-regio Osrednjeslovenska. 